# James Clavell
James Clavell, eigentlich Charles Edmund DuMaresq de Clavelle (* 10. Oktober 1921 in Sydney, Australien; † 6. September 1994 in Vevey, Schweiz), war ein britisch-amerikanischer Romanschriftsteller, Drehbuchautor und Regisseur, der in Deutschland vor allem durch seinen 1975 erschienenen und 1980 verfilmten Roman Shōgun bekannt wurde.

## Leben
Clavell wurde in Sydney als Sohn des britischen Marineoffiziers Richard Charles und seiner Frau Eileen Clavell, geb. Collis, geboren und wuchs in verschiedenen Ländern des Commonwealth auf. Er selbst bezeichnete sich als „halbirischer Engländer mit ein paar schottischen Glanzlichtern, in Australien geboren, Bürger der Vereinigten Staaten mit Wohnsitz in Kalifornien und Kanada oder sonstwo“. 1940 im Alter von 19 trat Clavell in das britische Royal Regiment of Artillery ein und wurde in den Krieg gegen die japanischen Streitkräfte nach Malaya geschickt. Durch Maschinengewehrfeuer verwundet, geriet er schließlich in Kriegsgefangenschaft und wurde in ein japanisches Gefangenenlager auf Java gebracht. Später wurde er in das berüchtigte Kriegsgefangenenlager Changi bei Singapur verlegt. Seine Erfahrungen in diesem Lager verarbeitete er in dem 1962 erschienenen Roman King Rat (auf dt. 1977 als Rattenkönig erschienen).
1946 verließ Clavell das britische Heer nach einem Unfall. An der Universität von Birmingham lernte er die Schauspielerin April Stride kennen, die er am 20. Februar 1951 heiratete. 1953 wanderten Clavell und seine Frau in die USA aus und ließen sich in Hollywood nieder. Aus der Ehe gingen die Töchter Michaela Clavell und Holly Jane Clavell hervor.
Er begann 1954, Filmdrehbücher zu schreiben und Filme zu produzieren. Einer seiner größten Erfolge in Hollywood war der Filmklassiker The Great Escape (dt. „Gesprengte Ketten“) aus dem Jahr 1963, der unter der Regie von John Sturges mit Steve McQueen, Richard Attenborough, James Coburn, James Garner, Charles Bronson und Donald Pleasence in den Hauptrollen verfilmt wurde. Weitere Filmerfolge waren sein Drehbuch für The Fly (Horrorfilm mit Vincent Price, 1958, dt. Die Fliege) und 1967 To Sir, With Love (dt. Junge Dornen) mit Sidney Poitier, bei diesem Film führte Clavell auch die Regie.
Nach dem Erfolg seines Erstlingsromans „Rattenkönig“ widmete sich Clavell verstärkt dem Schreiben von epischen Romanen, die allesamt Bestseller wurden. 1963 bekam er die US-amerikanische Staatsbürgerschaft.
1966 erschien Tai Pan, ein Roman aus der Gründerzeit der Weltmetropole Hongkong. Tai-Pan wurde zum Modell für die folgenden Romane mit ihrer großen Anzahl an verschiedenen Charakteren und zahlreichen, oft nur lose verbundenen Plots. Viele Charaktere und Familien kommen in mehreren seiner Romane vor, getrennt nur durch 400 Jahre Zeitunterschied. So ist der auf der Geschichte einer tatsächlichen Handelsfamilie basierende Roman Noble House, der vom Schicksal eines der größten und mächtigsten Handelshäuser Hongkongs im 20. Jahrhundert handelt (Jardine Matheson Holdings), die Fortsetzung des Romans Tai-Pan, der die Geschichte des Gründers Dirk Struan und der Entwicklung der Kronkolonie erzählt. 1986 erschien mit Wirbelsturm, einer Erzählung von Ereignissen während der Islamischen Revolution im Iran, der Abschluss der Asien-Saga.
1988 betätigte Clavell sich als Herausgeber des chinesischen Klassikers Die Kunst des Krieges von Sun Zu. Er verfasste auch ein Vorwort für dieses Werk und bearbeitete die ursprüngliche Übersetzung. Das 1984 erschienene Kinderbuch Plumps-O-Moto stellt einen Ausflug in ein für ihn ungewohntes Genre dar. Das illustrierte Werk vermischt Phantastisches mit dem gewohnten asiatischen Background des Autors mit einem behinderten Mädchen in Australien.
Clavells Romane sind gekennzeichnet durch phantasievolle und doch höchst realistische Schilderungen, die in bunten Farben eine meist längst vergangene Epoche wieder lebendig werden lassen. Die wahren Protagonisten der Romane sind nicht die handelnden Figuren selbst, sondern Zeit und Ort. Die Figuren sind nur die Leinwand, auf der Clavell ferne Kulturen lebendig werden lässt. James Clavell gilt als einer der ersten westlichen Autoren, der die Bewohner Asiens so zeigt, wie sie sich selbst sehen, nicht mit westlichen Augen.
James Clavell starb 1994 in Vevey, Schweiz an Krebs.
James Clavell ist der leibliche Vater von Petra Barret Brando, der Adoptivtochter von Marlon Brando.

## Werke

### Bücher
Romane
- Rattenkönig. Roman („King Rat“). Droemer Knaur, München 1996, ISBN 3-426-62005-7.
- Tai Pan. Roman („Tai Pan“). Neuaufl. Weltbildverlag, Augsburg 2004, ISBN 3-89897-116-3.
- Shōgun („Shogun“). 2. Aufl. Goldmann, München 2004, ISBN 3-442-35618-0. (Platz 1 der Spiegel-Bestsellerliste vom 24. bis zum 30. Mai 1976)
- Noble House Hongkong. Roman („Noble House“). Neuaufl. Droemer Knaur, München 2000, ISBN 3-426-61647-5. (Platz 1 der Spiegel-Bestsellerliste vom 25. Oktober bis zum 19. Dezember 1982)
- Wirbelsturm. Roman („Whirlwind“). Knaur, München 1990, ISBN 3-426-03004-7.
- Gai-Jin. 1993, Roman („Gai-jin“). Goldmann, München 2003, ISBN 3-442-35993-7.

in chronologischer Reihenfolge:
- Shogun, spielt in Japan, im 16. Jahrhundert.
- Tai Pan, spielt in Hongkong, 1841.
- Gai-Jin, spielt in Japan, 1862.
- Rattenkönig, spielt in Singapur, 1945.
- Noble House Hongkong, spielt in Hongkong, 1963.
- Wirbelsturm, spielt im Iran, 1979.

Kinderbuch
- Plumps-O-Moto („Plumps-O-Moto“). Droemer Knaur, München 1984, ISBN 3-426-19119-9 (illustriert von Friedrich Hechelmann).

### Filmografie
- 1958: Die Fliege (D = Drehbuch)
- 1959: Fünf Tore zur Hölle (Five Gates to Hell) (D, R = Regie)
- 1959: Watusi (D)
- 1960: Ich kaufte ein Chinesenmädchen (Walk Like a Dragon) (D, R, P = Produktion)
- 1962: Gesprengte Ketten (D)
- 1964: Sie nannten ihn King (King Rat) (L)
- 1964: Kampfgeschwader 633 (633 Squadron) (D)
- 1965: Geheimagent Barrett greift ein (The Satan Bug) (D, mit Edward Anhalt)
- 1967: Junge Dornen (To Sir, with Love) (D, R, P)
- 1971: Das vergessene Tal (The Last Valley) (D, R, P)
- 1980: Shōgun (L, P)
- 1986: Tai-Pan (Tai Pan) (L)
- 1988: Noble House (L, P)
- 2024: Shōgun (L)

(D) = Drehbuch • (L) = literarische Vorlage • (R) = Regie • (P) = Produzent

### Ludografie
Clavell lieferte die literarische Vorlage für:
- 1987: Tai-Pan, Action-Strategiespiel
- 1989: Shogun, Adventure

## Verschiedenes
Die heutigen Unternehmen Swire Group und Jardine Matheson Holdings bilden mit ihrer Firmengeschichte die Vorlage für die Roman-Trilogie (Romane Tai-Pan, Gai-Jin und Noble House) von James Clavell.